# Hermann von Fels
Hermann von Fels, auch Hermann Fels (* 3. September 1766 in St. Gallen; † 26. Februar 1838 in Rheineck), war ein Schweizer Kaufmann und Politiker.

## Leben

### Familie
Hermann von Fels entstammte dem Patriziergeschlecht von Fels und war der einzige Sohn des Kaufmanns Peter von Fels (* 10. Oktober 1741 in St. Gallen; † 13. Oktober 1767 ebenda) und dessen Ehefrau Maria Elisabeth (* 19. Juli 1746 in St. Gallen; † 24. Juli 1805 ebenda), Tochter von Hermann Huber (1708–1774), Pfarrer und Rektor des Gymnasiums. Da der Vater schon ein Jahr nach der Geburt des Sohnes starb, war seine Mutter mit 21 Jahren bereits Witwe. So heiratete sie im Jahr darauf den Kaufmann und Kunstsammler David von Gonzenbach (1738–1810); aus dieser Ehe gingen acht Kinder hervor. Zu seinen Halbgeschwistern gehörte unter anderem der spätere Politiker und Kaufmann Carl August von Gonzenbach (1779–1851), Vater von August von Gonzenbach.
Er war seit dem 28. April 1789 mit Maria Elisabeth (* 6. März 1770 in St. Gallen; † 23. Juli 1813 ebenda), Tochter von Michael Schlatter (1737–1810) und Maria Magdalena (1742–1808), Tochter von Julius Hieronymus Zollikofer, Bürgermeister von St. Gallen, verheiratet; gemeinsam hatten sie drei Söhne und zwei Töchter.
Nach dem Tod seines Stiefvaters erbte er 1810 das Schlösschen Altensteig in Rheineck; heute befindet sich dort das Alterszentrum Altensteig.

### Ausbildung und berufliches Wirken
Hermann von Fels erhielt seine Ausbildung bei dem Privatlehrer Gregor Grob (1754–1824), besuchte das Gymnasium in St. Gallen und erhielt anschliessend eine Ausbildung zum Kaufmann.
Von 1790 bis 1820 war er Teilhaber und später auch Leiter der Handelsfirma Gonzenbach und Binder beziehungsweise Gonzenbach & Co, die auch in Rouen und Lyon Filialen besass; in dieser Zeit wurde er 1797 Kapitänleutnant der Grenadiere zu Pferd.

### Politisches Wirken
1798 wurde Hermann von Fels zum Munizipalrat und 1800 zum Gemeinderat gewählt; 1802 war er Mitglied der Interimsregierung sowie Kirchenpfleger.
Von 1803 bis 1832 war er im St. Galler Kantonsrat vertreten, deren Präsident er 1831 war. In den Zeiten von 1803 bis 1804, 1808 bis 1815 und von 1829 bis 1832 war er Regierungsrat für die Bereiche Inneres und Kriegswesen. 1815 wurde er Präsident des Stadtschulrates und 1816 abwechselnd mit Hans Joachim Steinmann Präsident des Stadtrates.
1829 und 1831 war er Landammann sowie von 1816 bis 1829 Stadtrat und Tagsatzungsgesandter.
Er engagierte sich im Kaufmännischen Direktorium (Handelskammer), deren Präsident er 1822 war, sowie in den Bereichen Schule und Kirche. Als liberal gesinnter Politiker bemühte er sich in den Wirren des jungen Kantons St. Gallen um Verständigung und Unparteilichkeit.
Als 1830 in Paris die Juli-Revolution mit dem Ruf nach Freiheit und Volksherrschaft ausbrach, rief das St. Galler Volk nach einer neuen Verfassung. Das Volk wählte einen Verfassungrat mit 147 Mitgliedern, die Hermann von Fels mit 82 Stimmen zu ihrem Präsidenten wählten. Im Grossratssaal erarbeitete dieser Rat in 40 Sitzungen innerhalb von sieben Wochen die neue Verfassung aus. Nach dem Grundsatz, das Volk soll in der Politik mitbestimmen können, wurde vor allem das allgemeine Wahlrecht eingeführt. Das Volk konnte nun den Grossen Rat als gesetzgebende Behörde wählen. Gemeinsam mit dem Vater der Verfassung Gallus Jakob Baumgartner, erwarb er sich als Verfassungsratspräsident grosse Verdienste um die Regenerationsverfassung von 1831.